# Hilifalawu
Hilifalawu is een bestuurslaag in het regentschap Nias Selatan van de provincie Noord-Sumatra, Indonesië. Hilifalawu telt 731 inwoners (volkstelling 2010).